# Araneus mitificus
Araneus mitificus es una especie de araña del género Araneus, tribu Araneini, familia Araneidae. Fue descrita científicamente por Simon en 1886.
Se distribuye por Japón, Corea, China, India, Laos y Pakistán. La especie se mantiene activa durante todos los meses del año excepto en febrero.